# ドーモ君 (福地泡介の漫画)
『ドーモ君』（どーもくん）は、福地泡介による4コマ漫画作品。

## 概要
日本経済新聞夕刊に連載（朝刊は4コマ漫画は連載されていないが、夕刊が配達されない地域では翌日の朝刊に掲載されていた）。
1985年4月1日に連載を開始し、1994年12月6日を最後に休載（事実上の最終回）。1995年1月5日、作者死去により、正式に連載も終了なった。同新聞では、これ以降4コマ漫画作品を掲載していない。
いわゆるサラリーマン4コマで、白髪の先端だけが黒い髪型の「ドーモ君」が主人公。小学生の息子がいる。現在もなお神奈川県運転免許試験場等で配られる適性検査用紙に、このドーモ君のキャラクターをあしらったイラストが印刷されている。
福地は角川文庫やPHP文庫よりエッセイの出版も多くあるが、ドーモ君連載開始以降は福地の顔としてそれらの表紙イラストにドーモ君が使われた。
福地の死後、『「ドーモ君」の見た平成ニッポン - 日本経済新聞の4コマで読む平成の動き』（日下公人著、福地泡介画 PHP研究所 ISBN/EAN： 9784569553146）という単行本が1996年8月に出版された。

## ドーモ君のニューメディア探検
日経新聞に『ドーモ君』を連載していた頃、系列のパソコン誌日経パソコンに『ドーモ君のニューメディア探検』を連載していた。登場人物は『ドーモ君』とほぼ同様。
内容は金額など数を扱う話題から表計算ソフトの関数を取り上げる(ドーモ君の同僚が関数を紹介する)ものが多かったが、CGやゲームを扱う回もあり、中にはキーボードを扱う回もあった。
1ページ下1/4ほどのコラム『泡介のひとりごと』もあった。内容は刺身の話や漫画の担当者とのやり取りの話など、その回の漫画の内容と関係ないこともあった。